# Лекиф

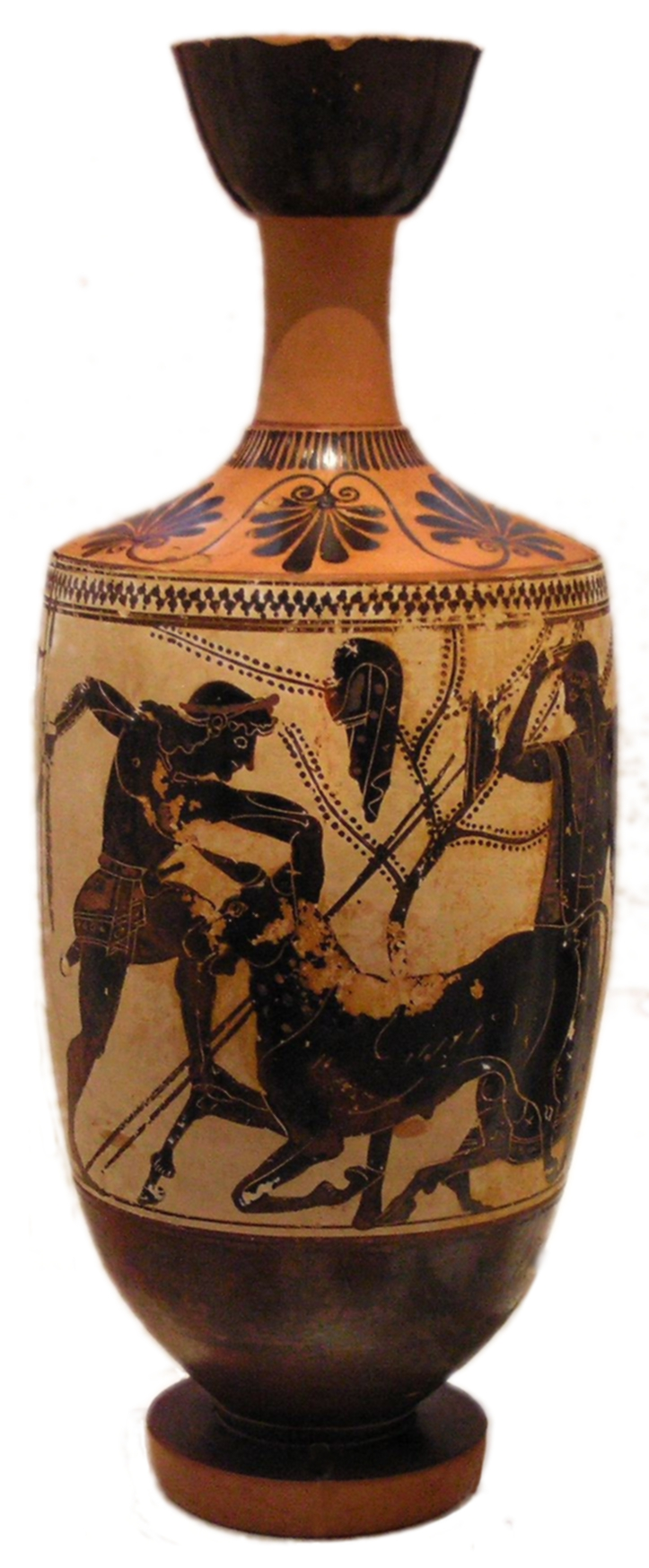
Лекиф. Тесей и критский бык. «Эдинбургский вазописец». Около 500 г. до н. э. Национальный археологический музей, Афины

Лекиф (др.-греч. λήκυθος) — один из наиболее распространённых древнегреческих сосудов на низкой кольцевидной ножке с узким вытянутым туловом, длинной шейкой, конусообразным устьем и высокой ручкой. Такие сосуды изготавливали из керамики с начала VI в. до н. э. Ранние сосуды такого рода имели почти шарообразное тулово и широкий раструб устья. Позднее лекифы стали делать вытянутыми с овальными очертаниями.
Вначале лекифы имели исключительно культовое значение. Наполненными оливковым маслом, их помещали в захоронение вместе с покойником. В дни поминовения усопших родственники приносили подобные сосуды на могилу вместе с другими дарами. Обычай требовал, чтобы лекиф был наполнен оливковым маслом до краёв, однако скупые родственники часто ради экономии ценного продукта придумывали всякие приспособления, ограничивающие внутреннюю ёмкость. Об этом свидетельствуют археологические находки.

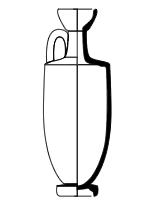
Лекиф в разрезе. Схема

В V в. до н. э. появились так называемые белофонные лекифы. Их покрывали тонким слоем белой глины — ангобом, а затем расписывали минеральными красками: синим, жёлтым, красным с преобладанием линейного контура, который наносили с помощью тростникового или гусиного пера. Предполагают, что такая роспись, напоминающая фреску, связана с живописью только сюжетно, а техника появилась в связи с эволюцией вазописи от чёрнофигурного к краснофигурному стилю. Росписи белофонных лекифов впечатляют своим совершенством. Они представляют собой важнейшую часть древнегреческого искусства классического периода. Наиболее распространённый мотив — скорбные фигуры у гробницы. В этом отношении такие лекифы близки некоторым скульптурным надгробиям конца V — начала IV века до н. э..
Особенно замечательны из этой группы произведений аттические белофонные лекифы: «Сцена у надгробия» и «Артемида с лебедем» (около 440 г. до н. э.) в собрании Санкт-Петербургского Эрмитажа.
Известны также дорогие мраморные лекифы больших размеров, украшенные рельефными изображениями. Они служили надгробными монументами и частично сохранились в районе «Керамика» в Афинах. Лекифы в качестве важной части заупокойного культа изображали на мраморных надгробных стелах
В V в. до н. э. лекифы стали использовать в бытовых целях. Так появились приземистые сосуды с округлым туловом небольших размеров с полихромной росписью, обычно невысокого качества. Их принято называть арибаллическими лекифами (арибалл — шарообразный сосуд для масла).
Знаменитые  Фанагорийские фигурные сосуды для ароматических масел в виде сфинкса, Афродиты в раковине и сирены в собрании петербургского Эрмитажа также являются арибаллическими лекифами. Они происходят из раскопок некрополя в Фанагории, древнегреческой колонии, располагавшейся на берегу Керченского пролива, на Таманском полуострове. Фигурные сосуды сделаны из керамики способом оттискивания в форму и расписаны белой, голубой и розовой красками с позолотой (аналогичные краски использовали древнегреческие мастера в росписи архитектурных сооружений). Они также связаны с хрисоэлефантинной скульптурой (сосуд «Афродита в раковине» повторяет в миниатюре знаменитую статую Афродиты Эвплойи из Пирея). Эти изысканные миниатюрные произведения относят к так называемому «роскошному стилю» росписи (430—370 гг. до н. э.). Они дают представление об убранстве гинекеев (женских покоев) древнегреческих домов.

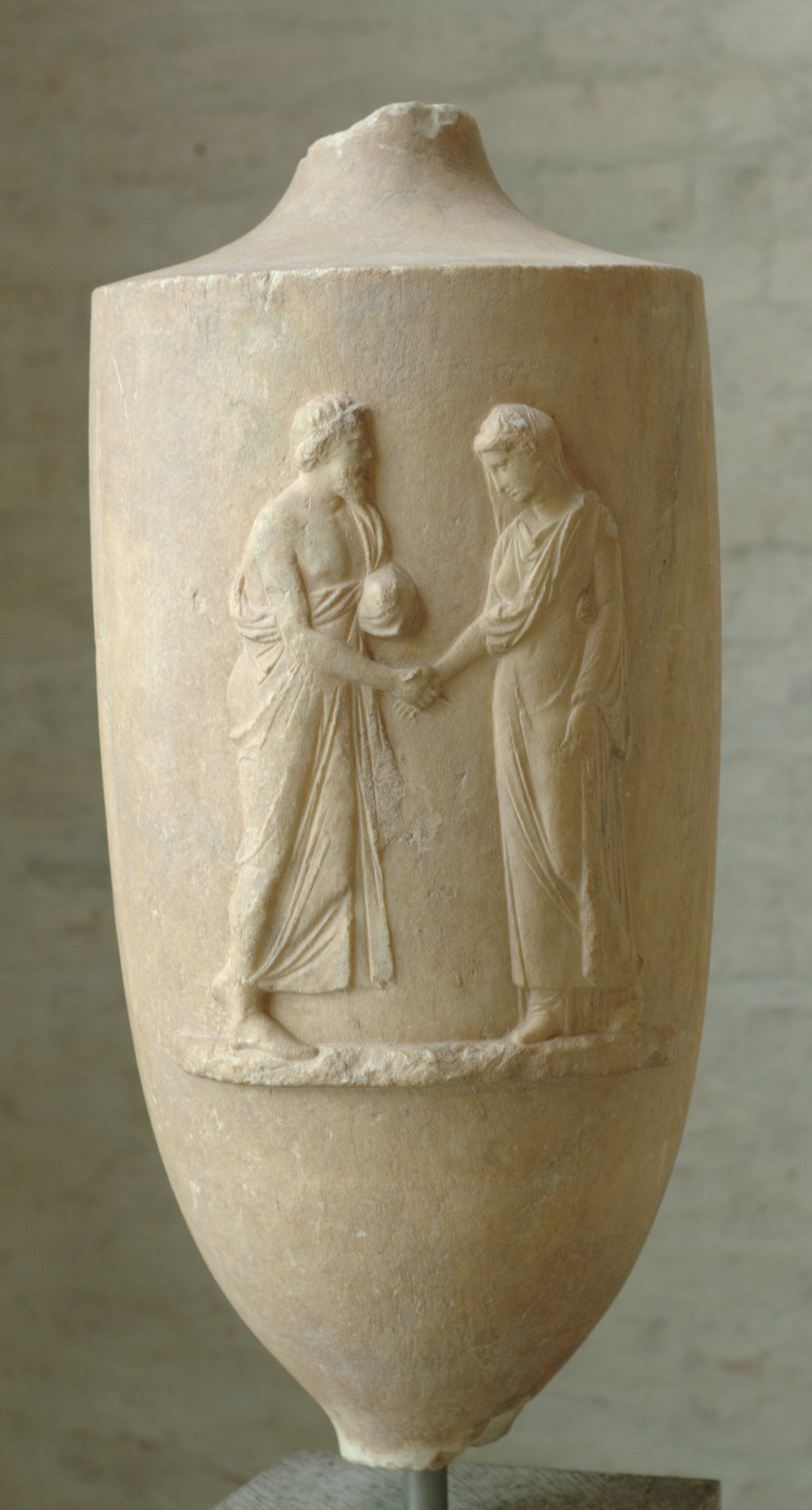
Мраморный лекиф. Аттика. Ок. 375 г. до н. э. Глиптотека, Мюнхен
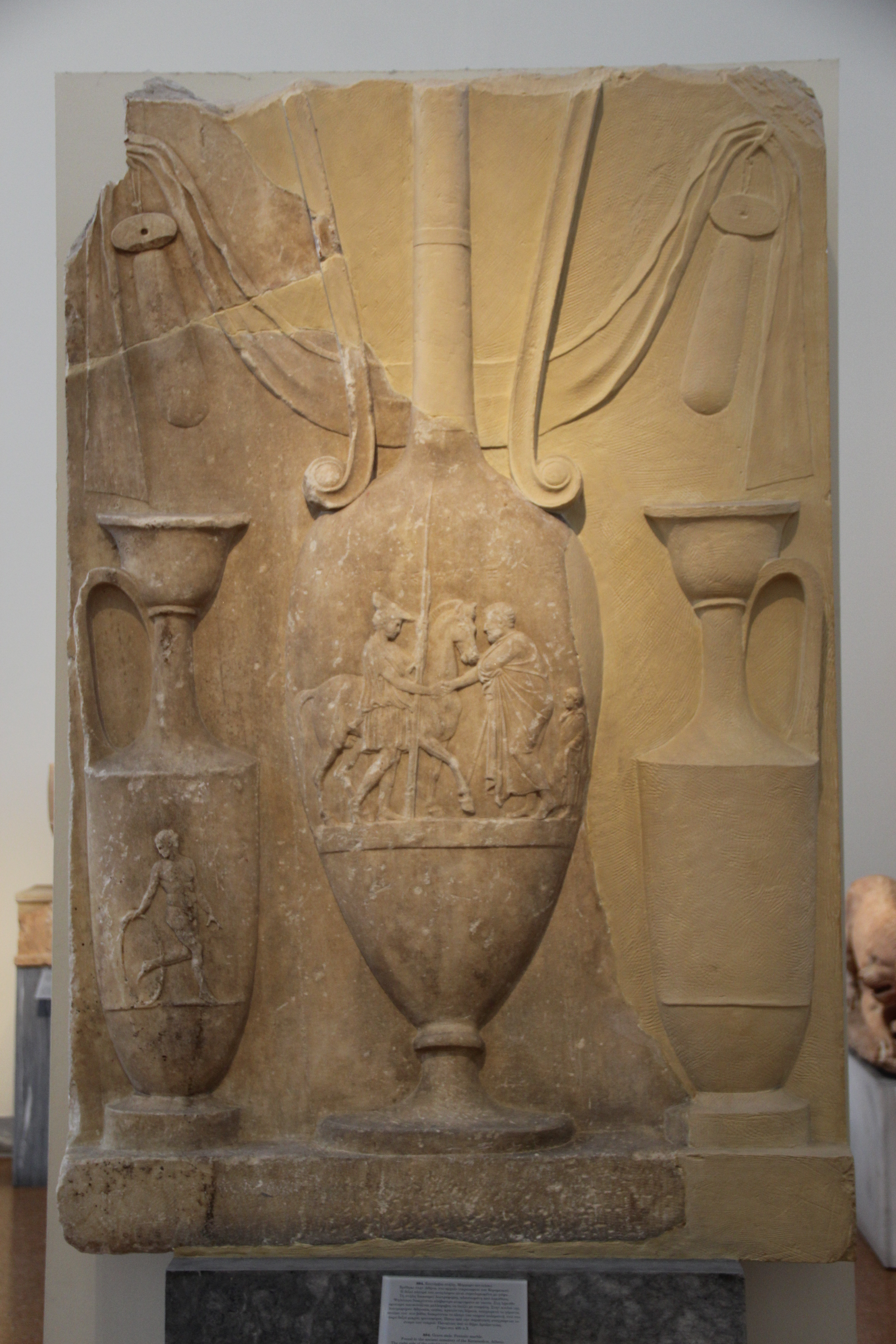
Надгробная стела. Национальный археологический музей, Афины
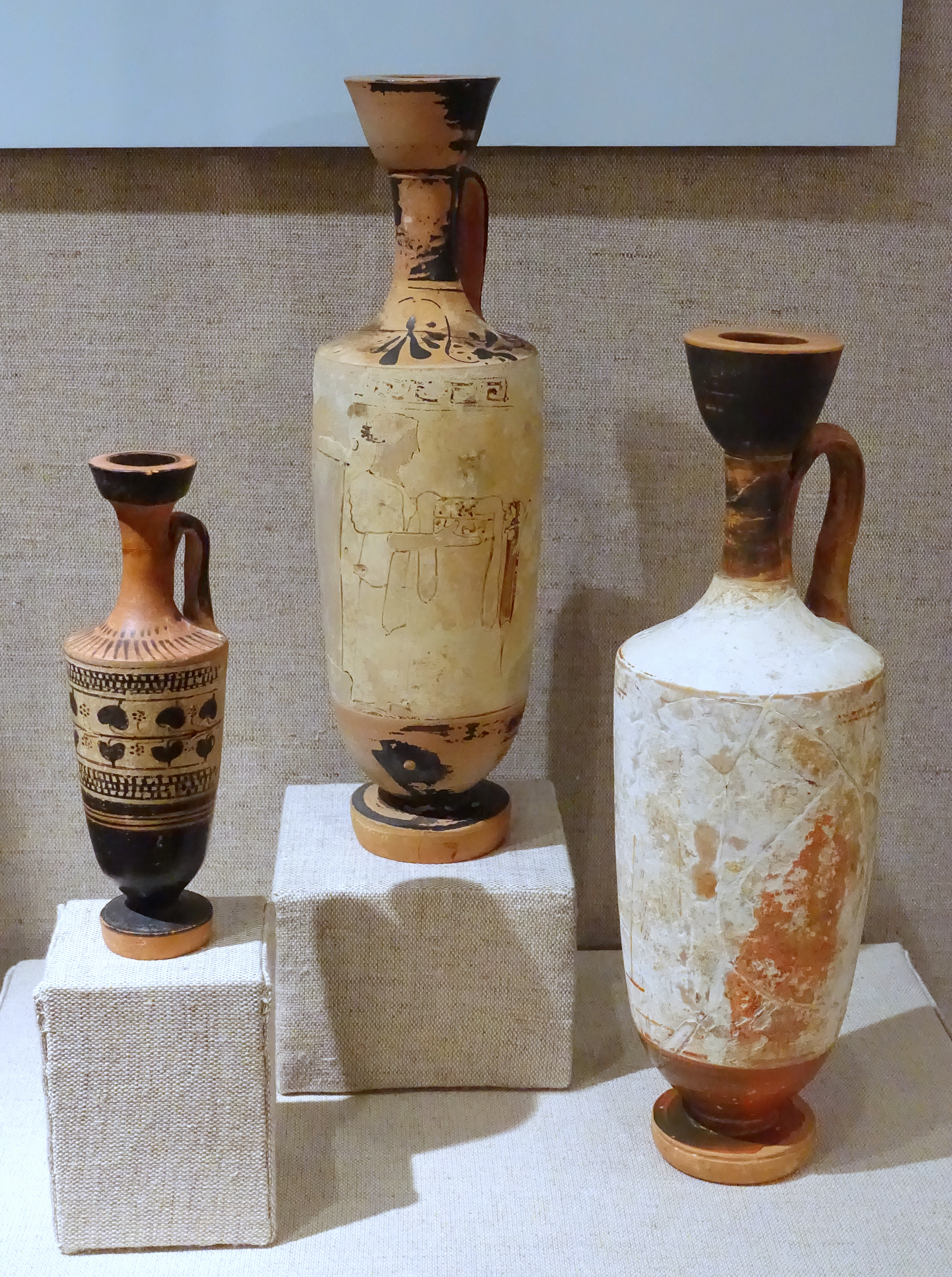
Древнегреческие лекифы. 475—425 гг. до н. э. Музей Иллинойского университета, США
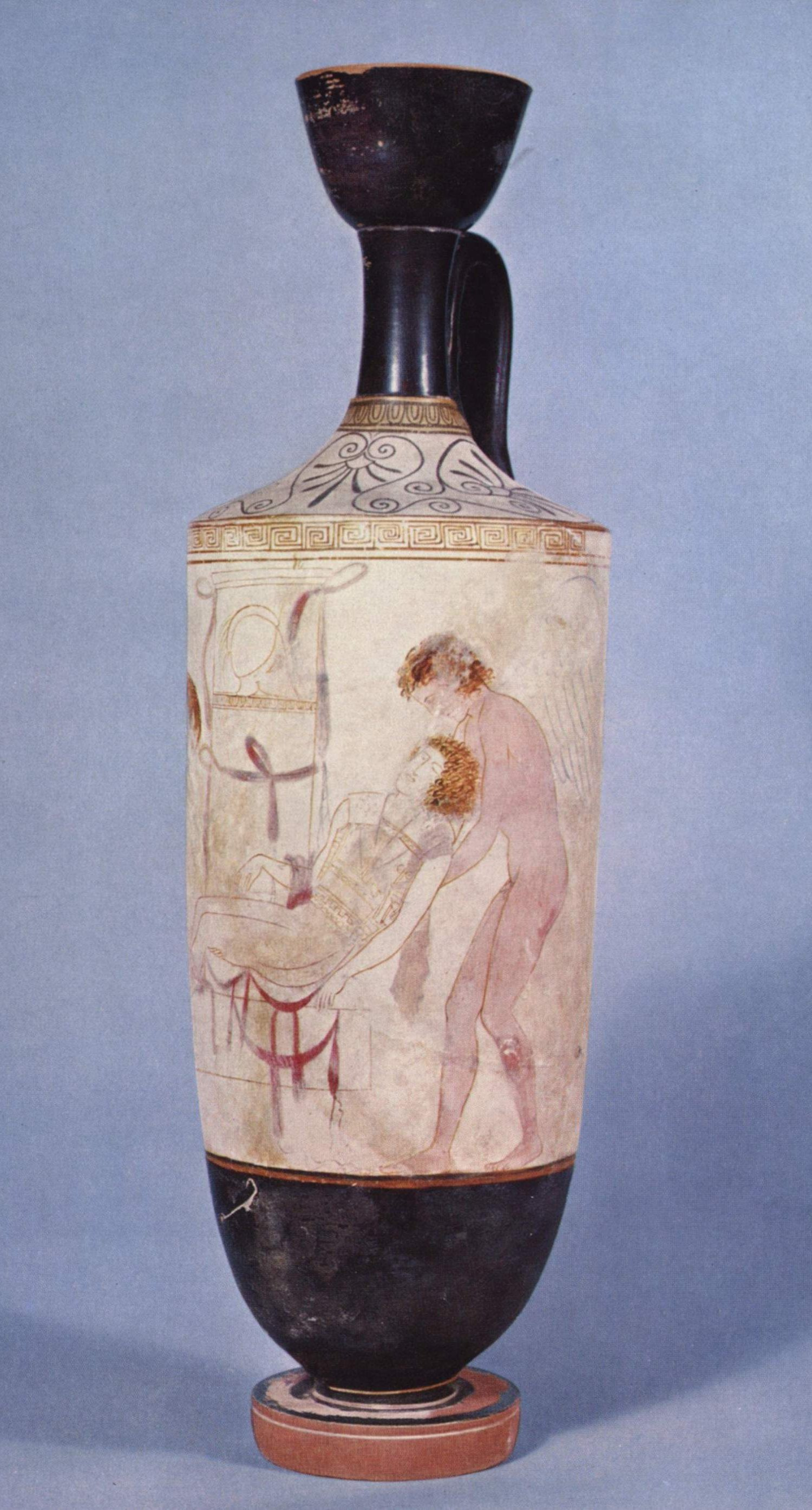
Гипнос и Танатос несут тело Сарпедона с поля битвы у Трои. Роспись аттического белофонного лекифа. Ок. 440 г. до н.э. Британский музей, Лондон
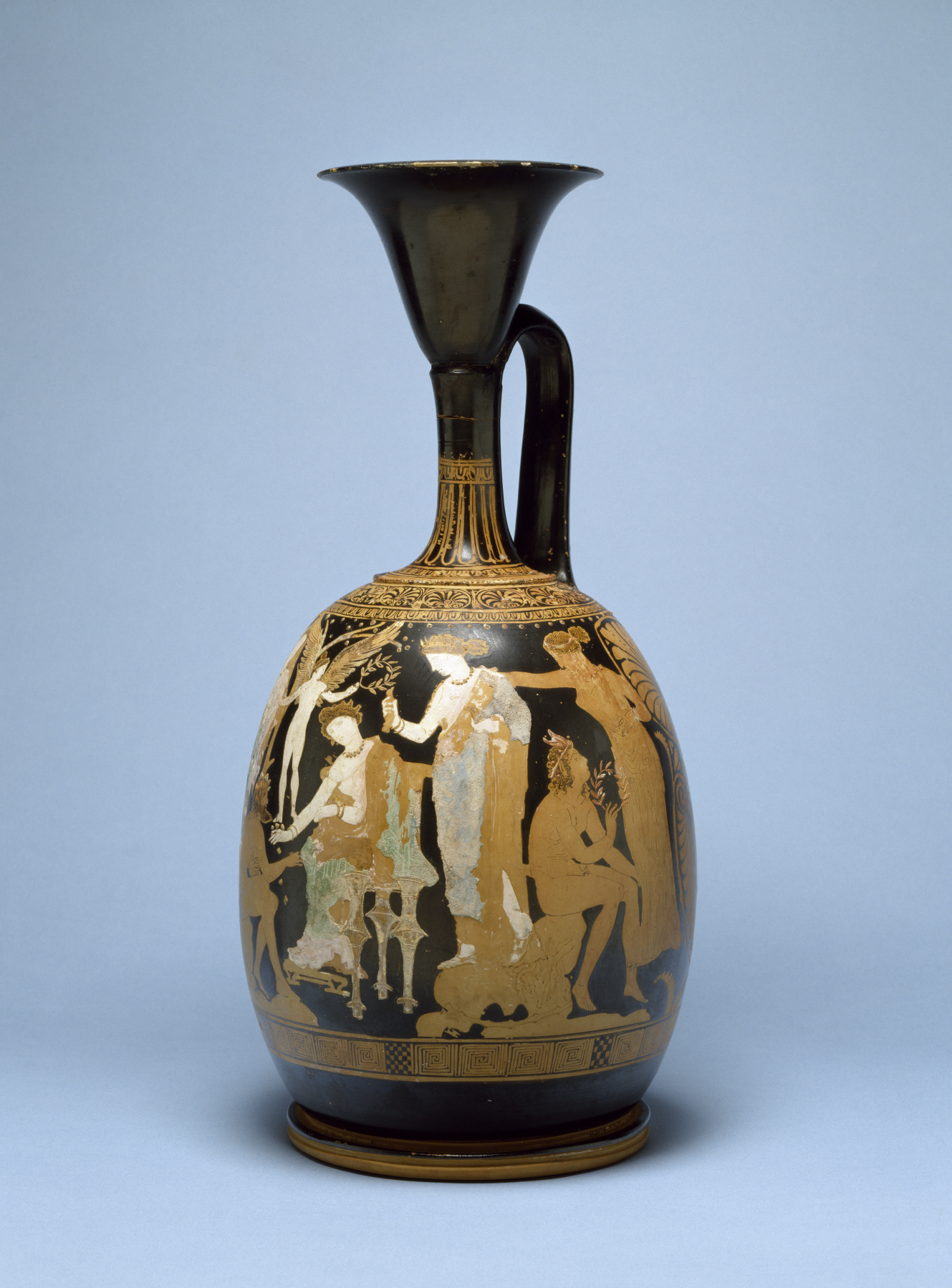
Aрибаллический лекиф. Ок. 350 г. до н. э. Художественный музей Уолтерса, Балтимор
Фанагорийский фигурный сосуд в виде сфинкса. Ок. 375 г. до н. э. Эрмитаж, Санкт-Петербург
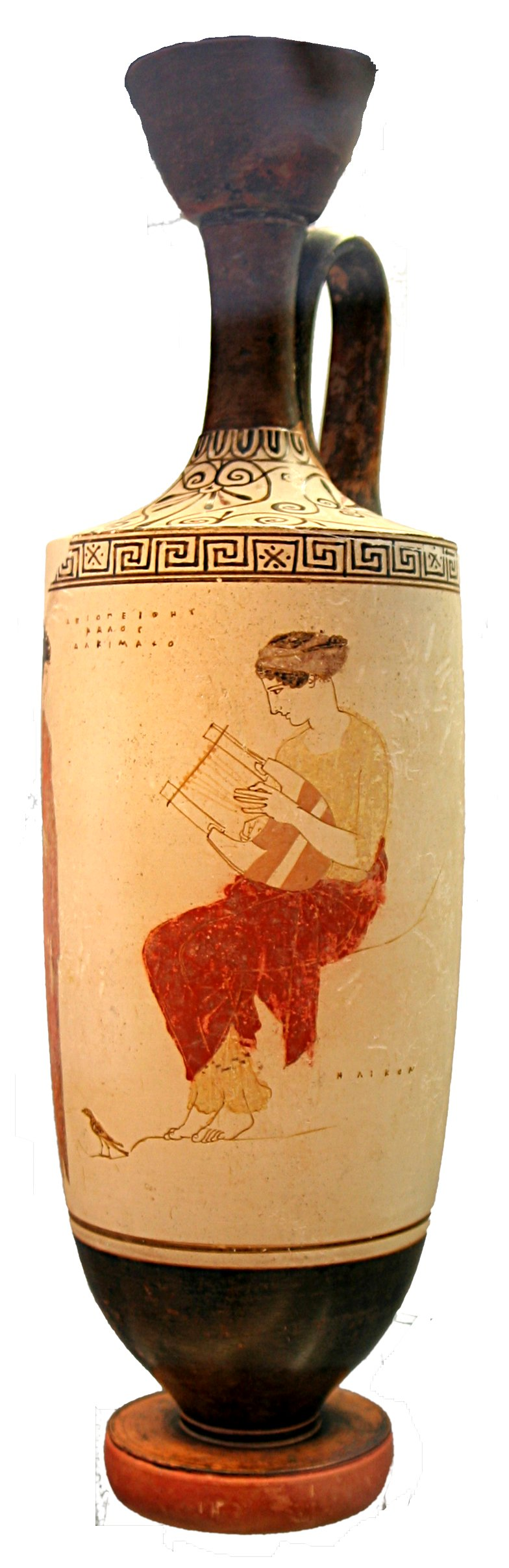
Аттический белофонный лекиф с изображением музы, играющей на лире, 440–430 гг. до н.э. Staatliche Antikensammlungen Мюнхен